# Emil Pfeiffer
Emil Pfeiffer (23. července 1832 Lvov – 10. března 1882 Vídeň) byl rakouský politik z Haliče, v 2. polovině 19. století poslanec Říšské rady.

## Biografie
Jeho otcem byl komorní prokurátor Adolf Pfeiffer a jeho nevlastní babičkou z otcovy strany cestovatelka Ida Pfeifferová. Emil v roce 1852 absolvoval práva na Lvovské univerzitě a v roce 1855 získal titul doktora práv. Do roku 1860 pak byl koncipistou u lvovské finanční prokuratury. Od ledna 1860 působil jako advokát ve Lvově. Zde byl v roce 1861 a znovu roku 1866 zvolen do obecní rady. Zasedal také v místní advokátní komoře. Od roku 1863 působil jako ředitel haličské spořitelny.
1. února 1867 byl zvolen na Haličský zemský sněm za kurii venkovských obcí, obvod Horodok, Janiv. Stal se náhradníkem zemského výboru. Zemský sněm ho 2. března 1867 zvolil i do Říšské rady za kurii venkovských obcí v Haliči. 18. prosince 1869 po znovuzvolení opětovně složil slib. Rezignoval počátkem roku 1870 v rámci hromadných rezignací federalisticky orientovaných poslanců na protest proti centralistickému směřování státu. Znovu byl do Říšské rady delegován zemským sněmem v roce 1870. 19. září 1870 složil slib. Znovu pak i roku 1871, ale poslanecký mandát aktivně nepřevzal. Mandát byl proto 21. dubna 1873 prohlášen pro dlouhodobou absenci za zaniklý.
Později působil jako správní rada železniční trati Lvov-Černovice-Jasy.
Zemřel v březnu 1882.